# Drosophila grimshawi
Espèce
Drosophila grimshawi est une espèce d'insectes diptères du genre Drosophila. Cette mouche appartient au même sous-groupe que Drosophila melanogaster.
Le génome de Drosophila grimshawi est entièrement séquencé et les informations relatives à cet organisme sont compilées dans FlyBase.

## Première publication
(de) L. Oldenberg, Beitrag zur Kenntnis der europäischen Drosophiliden (Dipt.), Archiv für Naturgeschichte. Berlin 80: 1-42 (1914)